# John Marshall (medico)
John Marshall (Ely, 11 settembre 1818 – Chelsea, 1º gennaio 1891) è stato un chirurgo britannico, insegnante di anatomia e chirurgia all'University College di Londra.  Nel 1850 pubblicò un importante lavoro comparativo sulle grandi vene dei mammiferi ed è ricordato per l'operazione di exeresi delle vene varicose.

## Biografia
John Marshall nacque a Ely, nel Cambridgeshire. Era figlio dell'avvocato William Marshall (1776-1842) e di Ann Cropley (c. 1793-1861), la sua seconda moglie. Marshall entrò all'University College di Londra nel 1838.

## Carriera
Nel 1847 Marshall fu nominato assistente-chirurgo all'ospedale dell'University College, diventando nel 1866 chirurgo e professore di chirurgia. Fu professore di anatomia alla Royal Academy dal 1873 fino alla sua morte. Nel 1883 fu presidente del College of Surgeons, anche Bradshaw lecturer (su "Nerve-stretching for the relief or cure of pain"), oratore di Hunterian nel 1885 e Morton lecturer nel 1889.1889.
Per quanto riguarda le capacità di Marshall come insegnante e conferenziere, le opinioni dei suoi ex studenti sembrano divergere. Uno di loro, Sir Edward Albert Sharpey-Schafer, lo descrisse come "un buon chirurgo della vecchia scuola" e come "un buon amico" per il quale aveva "grande rispetto e simpatia", ma anche come un "insegnante poco stimolante" le cui lezioni erano "disperatamente noiose". Tuttavia, un altro ex studente, Sir John Tweedy, era fortemente in disaccordo con Schafer e descrisse le lezioni di Marshall come "informative e di risveglio del pensiero" e Marshall stesso come "un chirurgo colto, critico e scientifico, sempre pronto a provare nuovi percorsi ed esplorare strade di nuove conoscenze".
Sir William MacCormac scrisse nel suo volume sul Centenario del Collegio dei Chirurghi (1900): "La fama di Marshall si basa sulla grande abilità con cui insegnò l'anatomia in relazione all'arte, sull'introduzione nella chirurgia moderna del galvano-cautere e sull'operazione per l'asportazione delle vene varicose. Fu uno dei primi a dimostrare che il colera poteva essere diffuso per mezzo dell'acqua potabile e pubblicò un rapporto sull'epidemia di colera a Broad Street, St James's, nel 1854. Ha anche inventato il sistema di reparti circolari per gli ospedali".
Morì nel gennaio 1891 all'età di 72 anni a Belle Vue House, Chelsea, Londra. Fu sepolto al Cimitero pubblico di Ely.

## Vita privata
Si sposò con Ellen Rogers (1854-1891). Ebbero due figli e due figlie.